# Madimbania cephalicus
Madimbania cephalicus är en insektsart som först beskrevs av Bolívar, I. 1889.  Madimbania cephalicus ingår i släktet Madimbania och familjen gräshoppor. Inga underarter finns listade i Catalogue of Life.